# Jornal Já
O Jornal Já é um jornal brasileiro independente e sem fins lucrativos. É da cidade de Porto Alegre, no Rio Grande do Sul, publicado pela Já Editores desde 1985.

## História

### O Caso Rigotto
Em 2001, Elmar Bones publicou no jornal a reportagem "O Caso Rigotto – Um golpe de US$ 65 milhões e duas mortes não esclarecidas" onde denuncia um esquema de fraudes ocorrido em 1987, quando Lindomar Rigotto trabalhava na diretoria financeira da Companhia Estadual de Energia Elétrica (CEEE), Rio Grande do Sul. Lindomar (assassinado em 1999) era irmão do ex-governador Germano Rigotto, que passou a ser investigado pelo Ministério Público em 1995 pelo desvio na construção de 11 subestações da CEEE. Em 2012, Elmar Bones declarou que a 
ação civil pública (do caso de fraude na CEEE) corre em segrego de Justiça, ainda não saiu do primeiro grau e já tem mais de 110 volumes. O prejuízo que teria sido causado aos cofres públicos, segundo a acusação, em valores atualizados chega aos R$ 700 milhões, mais de dez mensalões.
Julieta Rigotto, mãe de Lindomar e de Germano abriu dois processos judiciais, acusando o autor da reportagem de "calúnia, injuria e difamação" e outro, com base na Lei de Imprensa (que mais tarde foi extinta), cobrando indenização por dano moral da empresa editora do jornal. As duas ações foram julgadas no mesmo Tribunal de Justiça. Na ação penal, Elmar Bones foi absolvido, já na cível, o jornal foi condenado a pagar um indenização no valor de R$ 17 mil, que em 2012, o valor corrigido superou os R$100 mil. Elmar Bones escreveu um livro relatando a história do caso e os processos judiciais que sofreu: 
O livro relata isso: como a mesma reportagem, o mesmo objeto, produz duas sentenças aparentemente contraditórias. Juridicamente, é explicável. Mas em termos de liberdade de imprensa é inaceitável (..) se a nossa reportagem é 'correta, baseada em fatos verdadeiros e tratando de assunto de relevância social', como diz a sentença, confirmada no próprio tribunal, por que temos que pagar uma multa por isso? (...) outra coisa que procuro mostrar no livro são os 'efeitos colaterais' que uma condenação dessas desencadeia na vida de um pequeno jornal— Elmar Bones
O processo judicial causou uma crise no Jornal Já, provocando a extinção da edição impressa. Elmar Bones comparou a situação do periódico com o CooJornal, na ditadura militar brasileira, também questionou a interferência política no jornal e o silêncio da mídia. Para tentar evitar a extinção definitiva do jornal, 50 pessoas se reuniram na Associação Riograndense de Imprensa, em 11 de setembro de 2010. Também foi criado o Movimento Resistência JÁ. A ONG internacional Artigo 19, denunciou o caso à Corte Interamericana de Direitos Humanos, que atua no âmbito da Organização dos Estados Americanos (OEA) destacando que 
toda a reportagem é baseada em relatórios investigativos e documentos públicos, portanto, plenamente pautada por fatos verídicos e pelo animus narrandi, ou seja, tinha a única intenção de narrar fatos e informar seus leitores, sem qualquer pretensão ofensiva.— Artigo 19
Escrevendo ao Jornal Sul21, Luiz Cláudio Cunha questionou: 
Afinal, qual o odioso crime praticado pelo JÁ e por Elmar Bones que possa justificar tanta ira, tanta vindita, ao longo de tanto tempo, pelo bilioso clã Rigotto? O pecado do jornal e seu editor só pode ter sido o jornalismo de primeira qualidade, ousado e corajoso, que lhe conferiu em 2001 os prêmios Esso Regional e ARI (Associação Riograndense de Imprensa), os principais da categoria no sul do país, pela reportagem "O Caso Rigotto – Um golpe de US$ 65 milhões e duas mortes não esclarecidas".

### Já Editores
A JÁ Porto Alegre Editores é uma editora com diversos títulos lançados, entre eles, destaca-se Obra completa de Simões Lopes Neto. Lançou em 1999 a Agência de Notícias Ambientais, voltado a cobertura do meio-ambiente.
Pela JÁ Editores passaram diversos jornalistas como Mariano Senna da Costa, Elmar Bonnes, Sérgio Lagranha, Guilherme Kolling, Carlos Matsubara, Fraga, Renan Antunes de Oliveira, Patricia Marini, Cléber Dioni, Adriana Lampert, Patricia Benvenuti,Eduardo San Martin,Naira Hoffmeister, Lara Ely, Helen Lopes, Carla Ruas, Tânia Meinerz, Divino Fonseca, Lilian Bem David, entre outros.

### Prêmios
Em 2004 recebeu o Prêmio Esso, na categoria Reportagem com matéria do jornalista Renan Antunes de Oliveira.